# Chrysoscota flavostrigata
Chrysoscota flavostrigata är en fjärilsart som beskrevs av George Thomas Bethune-Baker 1904. Chrysoscota flavostrigata ingår i släktet Chrysoscota och familjen björnspinnare. Inga underarter finns listade i Catalogue of Life.